# Tony Hicks (drummer)
Tony Hicks (Middlesbrough, 8 augustus 1948 - Sydney, 12 augustus 2006) was een Britse fusiondrummer, niet te verwarren met gitarist Tony Hicks van de popband The Hollies.

## Carrière
Hicks leerde tijdens de secondary school drummen. Op 16-jarige leeftijd werkte hij eerst als roadie bij Eric Delaney, voordat hij drummer werd in diens band. In 1971 formeerde hij samen met Colin Hodgkinson en Ron Aspery de band Back Door, waarmee hij meerdere albums opnam en waarbij hij tot 1975 bleef. Daarna werkte hij bij Andy Fraser, met Robert Wyatt (Flotsam Jetsam), bij Assegai (met Dudu Pukwana), met Alexis Korner (Juvenile Delinquent), Chris Rea, Georgie Fame, Cornelius Cardew (We Only Want the Earth) en Paul Butterfield. Hij woonde af en toe in Australië, waar hij optrad met Pacific Eardrum van Dave MacRae, maar ook met het English Jazz Quartet. Ook speelde hij met Alex Conti en Frank Diez (Berlin Blues).

## Overleden
Tony Hicks overleed in augustus 2006 op 58-jarige leeftijd.